# Kyphiacris
Kyphiacris är ett släkte av insekter. Kyphiacris ingår i familjen gräshoppor.
Kladogram enligt Catalogue of Life:
| Kyphiacris | \| \| Kyphiacris andeana \| \| \| \| \| \| Kyphiacris torquata \| \| \| \| |
|            | \| \| Kyphiacris andeana \| \| \| \| \| \| Kyphiacris torquata \| \| \| \| |
|            | Kyphiacris andeana                                                         |
|            |                                                                            |
|            | Kyphiacris torquata                                                        |
|            |                                                                            |